# Archangel (album Two Steps from Hell)
Archangel – drugi album studyjny amerykańskiej wytwórni Two Steps from Hell, wydany 20 września 2011.

## Lista utworów
Źródło: Discogs
| Nr  | Tytuł                               | Długość |
| --- | ----------------------------------- | ------- |
| 1.  | „Mercy in Darkness”                 | 1:13    |
| 2.  | „Archangel”                         | 2:37    |
| 3.  | „Everlasting”                       | 2:51    |
| 4.  | „United We Stand – Divided We Fall” | 4:00    |
| 5.  | „Love & Loss”                       | 1:51    |
| 6.  | „The Last Stand”                    | 2:52    |
| 7.  | „Nero”                              | 3:29    |
| 8.  | „Destructo”                         | 2:34    |
| 9.  | „Atlantis”                          | 1:59    |
| 10. | „Strength of a Thousand Men”        | 2:19    |
| 11. | „Unexplained Forces”                | 3:13    |
| 12. | „Magic of Love”                     | 2:22    |
| 13. | „Norwegian Pirate”                  | 3:02    |
| 14. | „Dark Harbor”                       | 3:17    |
| 15. | „Dragon Rider”                      | 1:56    |
| 16. | „Mountains From Water”              | 2:16    |
| 17. | „Titan Dune”                        | 2:13    |
| 18. | „Ironwing”                          | 2:40    |
| 19. | „Army of Justice”                   | 2:06    |
| 20. | „Immortal Avenger”                  | 3:46    |
| 21. | „He Who Brings the Night”           | 3:09    |
| 22. | „Caradhras”                         | 4:15    |
| 23. | „Sanctuary Is Lost”                 | 2:07    |
| 24. | „What’s Happening to Me”            | 3:12    |
| 25. | „Aesir”                             | 4:52    |
| 26. | „Friendship to Last”                | 3:13    |

## Notowania na listach przebojów
| Kraj              | Lista              | Najwyższa pozycja |
| ----------------- | ------------------ | ----------------- |
| Stany Zjednoczone | Heatseekers Albums | 28                |
| Stany Zjednoczone | Classical Albums   | 36                |